# Jean Le Pelletier
Pour les articles homonymes, voir Pelletier (homonymie).
Jean Le Pelletier (1633, Rouen - 1711) est un alchimiste français, auteur notamment de plusieurs ouvrages d'alchimie et d'un ouvrage curieux sur l'arche de Noé.

## Biographie
Né à Rouen en 1633, il s’appliqua d’abord à la peinture. Il l’abandonna pour l’étude des langues, et apprit sans maître le latin, le grec, l’italien, l’espagnol, l’hébreu, les mathématiques, l’astronomie, l’architecture, la médecine et la chimie. Sur la fin de ses jours il ne s’appliqua presque plus qu’à l’étude de la religion, et continua cette étude jusqu’à sa mort, arrivée en 1711, à 78 ans.

## Œuvres
On a de lui :
- une savante Dissertation sur l’Arche de Noé. Il y explique la possibilité du déluge universel, et comment toutes les espèces d’animaux ont pu tenir dans l’arche. Johannes Buteo avait déjà démontré la même chose ; mais Pelletier, sans contester ses mesures et ses calculs, avait trouvé des inconvénients dans son plan, et tâche de les éviter dans celui qu’il propose. Il y a joint une Dissertation sur l’Hemine de saint Benoît. C’est un gros vol. in-12, dans lequel il y a autant de savoir que de sagacité.
- Des Dissertations sur les Poids et les Mesures des Anciens ; sur Kesitah, mot hébreu dans la Genèse, chap. 33 ; sur la Chevelure d’Absalon ; sur le Temple de Salomon et d’Ezéchiel ; sur la Mort de Socrate ; sur les erreurs des Peintres, etc. dans les Journaux de Trévoux ;
- Une traduction française de la Vie de Sixte-Quint par Grégoire Leti, 1694, 2 vol. in-12 ;
- Une traduction française de l’ouvrage anglais de Robert Naunton, sous le titre de Fragmenta regalia, ou Caractère véritable d’Elisabeth, reine d’Angleterre, et de ses favoris. On le trouve dans les dernières éditions de la Vie de cette princesse par Leti.